# Área de Conservação da Paisagem de Loodi
A Área de Conservação da Paisagem de Loodi é um parque natural situado no condado de Viljandi, na Estónia.
A sua área é de 3.485 hectares.
A área protegida foi designada em 1992 para proteger as paisagens e a natureza da freguesia de Viljandi. Em 2006, a unidade de conservação foi reformulada como área de preservação paisagística.